# トム・ケネディ
トム・ケネディ（Tom Kennedy、1960年8月21日 - ）は、アメリカミズーリ州セントルイス市出身のアコースティックベース、エレクトリックベース奏者。
父親はプロのトランペット奏者である。9歳の時、彼の兄でジャズ・ピアニストのレイ・ケネディが持ち帰ったアコースティックベースでベース弾き始める。すぐにアメリカ中西部でその存在が有名になり、18歳までには、ディジー・ガレスピー、ソニー・スティット、スタン・ケントン、ジェームス・ムーディ、バーニー・ケッセル、エディ・ハリス、ジョージ・ラッセル、ナット・アダレイ、ピーター・アースキン、ビル・ワトラスらとの共演を果たす。とりわけ、フレディ・ハバードに重用されていた。
17歳の時にエレクトリック・ベースを使用しはじめ、アコースティックベースを使用したメインストリームのジャズの他に、プログレッシブ・ジャズやフュージョンにも裾野を伸ばす事になる。
1984年にニューヨークに活動の拠点を移動し、アコースティックベースとエレクトリック・ベース両方を駆使して、東海岸を中心としたアーティスト達との共演によって、キャリアを重ねる事になった。デイヴ・ウェックル、ドン・グロルニック、スティーヴ・カーン、ランディ・ブレッカー、ベニー・グリーン、バッキー・ピザレリ、ビル・コナーズ、アル・ディ・メオラ、マイク・スターン、スティーヴ・フェローン、ジュニア・クックなどの東海岸のアーティストから重用される事になる。

## ディスコグラフィ

### リーダー・アルバム
- Basses Loaded (1996年、TKM)
- Bassics (2002年、Victoria)
- Just for the Record (2012年、CD Baby)
- Just Play! (2013年、Capri)
- Points of View (2017年、TKM)

### 参加アルバム
デイヴ・ウェックル・バンド
- 『リズム・オブ・ザ・ソウル』 - Rhythm of the Soul (1998年)
- 『シナジー』 - Synergy (1999年)
- 『トランジション』 - Transition (2000年)
- The Zone (2001年)
- 『パーペチュアル・モーション』 - Perpetual Motion (2002年)
- Live (And Very Plugged In) (2003年)
- 『マルティプリシティ』 - Multiplicity (2005年)

デイヴ・ウェックル・アコースティック・バンド
- 『オブ・ザ・セイム・マインド』 - Of the Same Mind (2015年)

ビル・コナーズ
- 『ステップ・イット』 - Step It (1984年)
- 『ダブル・アップ』 - Double Up (1986年)
- 『アセンブラー』 - Assembler (1987年)

その他
- ドン・グロルニック : 『ハーツ・アンド・ナンバーズ』 - Hearts and Numbers (1985年)
- ケネディ・ブラザーズ : I'll Remember April (1997年)
- アル・ディ・メオラ : 『インフィニット・デザイア』 - The Infinite Desire (1998年)
- プラネット・エックス : 『ユニヴァース』 - Universe (2000年)
- デレク・シェリニアン : 『イナーシャ』 - Inertia (2001年)
- プラネット・エックス : 『ムーンベイビーズ』 - Moonbabies (2002年)
- マイク・スターン・バンド : New Morning – The Paris Concert (2008年) ※DVD
- マイク・スターン : 『オール・オーヴァー・ザ・プレイス』 - All Over the Place (2012年)